# 堀内孝雄
堀内 孝雄（ほりうち たかお、1949年10月27日 - ）は、日本の歌手、作曲家、俳優、タレント。アリスのメンバー。愛称は「ベーヤン」。大阪府大阪市阿倍野区出身。血液型はO型。既婚。
所属事務所はアップフロントクリエイト（アップフロントグループ）。

## 来歴
大衆食堂を営む家の3人兄弟の末っ子（姉と兄がいる）として生まれる。桃山学院高等学校卒業、京都産業大学中退。
1971年12月25日に谷村新司と堀内孝雄が大阪市南区南炭屋町（現：中央区西心斎橋二丁目）にあるビジネスホテル・大阪帝国ホテルの一室にて、矢沢透が合流することを前提に「アリス」を結成。翌1972年3月5日、シングル「走っておいで恋人よ」でデビュー。同年5月5日に矢沢が正式に合流し、晴れて現在のアリスとなる。アリスのシングル表題曲では「遠くで汽笛を聞きながら」「冬の稲妻」「ジョニーの子守唄」「夢去りし街角」「秋止符」などの作曲を手掛けた。
その傍らでソロ歌手としても活動。「君のひとみは10000ボルト」や、滝ともはるとのデュエット曲「南回帰線」（売上40万枚）などを大ヒットさせている。アリス活動停止後は、1984年にシグナルと「堀内孝雄&ケインズ」を結成し「逆光線」などをリリース。ソロ歌手としては「ニューアダルトミュージック」と称する演歌・歌謡曲路線に転向し（作曲は引き続き堀内が手掛ける）、「愛しき日々」「恋唄綴り」「影法師」など数々のヒット曲を出した。歌手活動のほかにも作曲家として楽曲の提供（山口百恵「愛染橋」、五木ひろし「山河」など）や、俳優・タレントとしても活躍している。
1988年にリリースされた「ガキの頃のように」が『はぐれ刑事純情派』の主題歌に起用されて以降、最終シリーズとドラマスペシャルまでの全19シリーズにわたって主題歌を変更しながら継続して起用された。また『はぐれ刑事純情派』の放送枠で半年おきに放送されていた『さすらい刑事旅情編』のPART1、PART2の主題歌にも採用された。
1990年には、「第32回日本レコード大賞」において、「恋唄綴り」で、日本レコード大賞（歌謡曲・演歌部門）を受賞。
2001年末の「第52回NHK紅白歌合戦」では、同じ大阪府出身で親友だった河島英五（同年4月、48歳で病死）の代表曲「酒と泪と男と女」を終始泣きながら歌った。
2004年11月、松浦亜弥とCMで共演。12月16日に横浜国際総合競技場で開催された、サッカーの国際試合・日本代表対ドイツ代表戦の試合前に国歌独唱を務めた。
2014年、杉田二郎・ばんばひろふみ・高山厳・因幡晃とブラザーズ5を結成。

## 人物
愛称の「ベーヤン」は、苗字が似ている「堀部安兵衛」が由来（本人談）。
高校では軽音楽部に所属。「べー」と呼ばれていた。
口髭がトレードマークで、唄の最後には「サンキュー!」「ありがとうございましたー!」がお決まりであり、清水アキラなどにものまねされる際に多用される。
嫌いな食べ物は漬物、好きな食べ物はメロンパン。ゲーム好きである。
やしきたかじんとは桃山学院高等学校の時の同級生であり、『やしき』、『ベーヤン』と呼び合う仲であった。ちなみにたかじんが新聞部部長、堀内が軽音楽部部長（後輩部員として中川ヒロシ（平和勝次とダークホース）が在籍）であった。20代後半の頃、売れない歌手を続けていたたかじんは当時生活していた東京で堀内と再会する。「今アリスやってるねん」と近況を話した堀内に対して、まさか同級生が当時売り出し中のグループのメンバーであるとは思いもしなかったたかじんは、堀内がアダルト向け書籍（ビニ本）のアリス出版で働いているものと勘違いし「お前ええ歳してもう少し真面目な仕事せんかあ!!」と説教をしたと言う逸話がある。
ロックバンド・99RadioServiceのメンバーである堀内孝太 (Ko-ta)、堀内孝平 (Ko-hey) は息子。

## ディスコグラフィ

### シングル
| #              | 発売日         | タイトル                                                | c/w                                                        |
| 東芝EMI        | 東芝EMI        | 東芝EMI                                                 | 東芝EMI                                                    |
| -------------- | -------------- | ------------------------------------------------------- | ---------------------------------------------------------- |
| 1st            | 1978年8月5日   | 君のひとみは10000ボルト                                 | 故郷には帰りたくない                                       |
| 2nd            | 1979年9月5日   | 忘れな詩                                                | 風に寄せて                                                 |
| POLYSTAR       |                |                                                         |                                                            |
| 3rd            | 1980年9月5日   | デラシネ                                                | 愛の慥かさ                                                 |
| 4th            | 1980年12月20日 | 裸樹                                                    | バスを待ちながら                                           |
| 5th            | 1981年4月5日   | 青春まよい人                                            | 水晶の頃                                                   |
| 6th            | 1982年4月5日   | Don't Stop My Love                                      | Good Day Sunshine                                          |
| 7th            | 1982年12月5日  | 冬の蝶                                                  | 感傷風                                                     |
| 8th            | 1983年3月25日  | 少年達よ                                                | 仮面舞踏会                                                 |
| 9th            | 1983年8月21日  | I LOVE OSAKA                                            | I LOVE OSAKA（カラオケ）                                   |
| 10th           | 1985年12月1日  | 憧れ遊び                                                | 海を抱く時                                                 |
| 11th           | 1986年5月25日  | 言い古されても                                          | 潮風のエピソード                                           |
| 12th           | 1986年10月25日 | 愛しき日々                                              | あなたが美しいのは                                         |
| 13th           | 1986年12月27日 | 青春追えば                                              | 青春追えば（オリジナル・カラオケ）                         |
| 13th           | 1987年5月25日  | 青春追えば                                              | あの頃の微笑                                               |
| 14th           | 1987年11月25日 | 遥かな轍                                                | 10代のように                                               |
| 15th           | 1988年5月25日  | ガキの頃のように                                        | 時を止めて眠るまでは                                       |
| 16th           | 1989年5月25日  | 冗談じゃねえ/北斗を仰ぎみれば                           |                                                            |
| 17th           | 1990年1月1日   | 愛さずにいられない                                      | 夢つれづれ                                                 |
| 18th           | 1990年1月1日   | 川は泣いている                                          | 愛しき人よ                                                 |
| 19th           | 1990年3月25日  | 今日も最高やねェ! -浪花に夢の風が吹く-                  | 愛染橋                                                     |
| 20th           | 1990年4月25日  | 恋唄綴り                                                | 今日も最高やねェ! -浪花に夢の風が吹く-                     |
| 21st           | 1990年12月21日 | 青春でそうろう                                          | プラトニック                                               |
| 22nd           | 1991年5月25日  | さよならだけの人生に                                    | Far away                                                   |
| 23rd           | 1991年12月1日  | 恋文                                                    | 愛が輝いているから                                         |
| 24th           | 1991年12月1日  | 遠き日の少年                                            | 夢に吹かれ                                                 |
| 25th           | 1993年4月25日  | 影法師                                                  | 都会の天使たち（ソロ・ヴァージョン）                       |
| 26th           | 1993年12月1日  | 波の調べに                                              | 花影の道                                                   |
| 27th           | 1994年3月25日  | 夢の道草                                                | 顔                                                         |
| 28th           | 1994年8月25日  | 永遠に -翼をあげよう-                                   | 夢見鶏                                                     |
| 29th           | 1995年1月25日  | 夢酔枕                                                  | 夢見鶏                                                     |
| Y.J.サウンズ   |                |                                                         |                                                            |
| 30th           | 1995年4月25日  | 東京発                                                  | 白髪の少年                                                 |
| 31st           | 1996年3月25日  | 酔いれんぼ                                              | 心の思うまま・美しく                                       |
| 32nd           | 1997年2月26日  | 愛が見えますか                                          | 老友（とも）                                               |
| 33rd           | 1997年11月6日  | 坂道                                                    | 気にせんといて                                             |
| 34th           | 1998年3月18日  | 竹とんぼ                                                | あいつの背中                                               |
| zetima         |                |                                                         |                                                            |
| 35th           | 1998年11月21日 | カラスの女房                                            | 冬が終って                                                 |
| 36th           | 1999年3月20日  | 続・竹とんぼ -青春のしっぽ-                             | 微光（ほのあかり）                                         |
| 37th           | 2000年3月23日  | いいじゃない                                            | 風のレジェンド                                             |
| 38th           | 2001年3月23日  | 時代屋の恋                                              | 人生（ゆめ）が散るままに                                   |
| 39th           | 2002年3月20日  | かくれんぼ                                              | 愛の話は                                                   |
| 40th           | 2002年10月30日 | 灯（ともしび）                                          | 永遠の夏                                                   |
| 41st           | 2003年3月19日  | 河                                                      | ちぎれたボタン                                             |
| 42nd           | 2004年4月28日  | カラスの女房（ニューバージョン）                        | 諦めさえしなければ                                         |
| Rice Music     |                |                                                         |                                                            |
| 43rd           | 2006年4月26日  | 不忍の恋                                                | 遠くで汽笛を聞きながら <ゴスペル・バージョン>              |
| 44th           | 2007年4月26日  | 男が抱えた寂しさ                                        | 親父の帽子 <アコースティック・バージョン>                  |
| 45th           | 2008年4月23日  | 置き手紙                                                | 再愛                                                       |
| 46th           | 2009年3月23日  | 紅の翼                                                  | 紅の翼（オリジナル・カラオケ）                             |
| 47th           | 2009年3月25日  | 大事な人（シングルバージョン）                          | 悲しみよ眠れ（ニューバージョン）                           |
| 48th           | 2010年4月21日  | 愛すべき男たち                                          | さよならは云わない                                         |
| UP-FRONT WORKS |                |                                                         |                                                            |
| 49th           | 2011年4月15日  | 紅の翼 2011 〜さあ行こう戦いの舞台へ〜（Remix version） | 紅の翼 2011 〜さあ行こう戦いの舞台へ〜（Rock version）     |
| 49th           | 2011年4月15日  | 紅の翼 2011 〜さあ行こう戦いの舞台へ〜（Remix version） | 紅の翼 2011 〜さあ行こう戦いの舞台へ〜（Keyboard version） |
| 49th           | 2011年4月15日  | 紅の翼 2011 〜さあ行こう戦いの舞台へ〜（Remix version） | 紅の翼 2011 〜さあ行こう戦いの舞台へ〜（Dance version）    |
| 49th           | 2011年4月15日  | 紅の翼 2011 〜さあ行こう戦いの舞台へ〜（Remix version） | 紅の翼 2011 〜さあ行こう戦いの舞台へ〜（Karaoke version）  |
| Rice Music     |                |                                                         |                                                            |
| 50th           | 2011年4月27日  | 面影橋/時の流れに                                       |                                                            |
| 51st           | 2012年4月27日  | 笑うは薬                                                | それでも月は                                               |
| 52nd           | 2015年3月18日  | 人生雨のち時々晴れ/坂道のむこう                         |                                                            |
| 53rd           | 2016年4月20日  | 空蝉の家/石をつらぬく滴であれ                           |                                                            |
| 54th           | 2017年1月25日  | 空蝉の家/聖橋の夕陽                                     |                                                            |
| 55th           | 2018年8月22日  | みんな少年だった                                        | 旅人のように <ニューバージョン>                            |
| 56th           | 2024年4月17日  | 青二才〜わが友よ                                        | ユズリハ                                                   |

### デュエットシングル
| 名義                       | 発売日         | タイトル                       | c/w              | 発売元            |
| -------------------------- | -------------- | ------------------------------ | ---------------- | ----------------- |
| 滝ともはる・堀内孝雄       | 1980年4月25日  | 南回帰線                       | 大放浪           | POLYSTAR          |
| 堀内孝雄 featuring イリア  | 1983年7月10日  | 不思議なパートナー             | 想い出通り       | POLYSTAR          |
| 堀内孝雄・倉橋ルイ子       | 1986年6月21日  | ハンリーラ                     | 涙を捨てる街     | FOR LIFE          |
| 堀内孝雄・チョー・ヨンピル | 1988年12月1日  | 野郎たちの挽歌                 | 愛を傷つけないで | POLYSTAR          |
| 堀内孝雄 & 桂銀淑          | 1992年3月11日  | 都会の天使たち                 | 絵になる夜の物語 | 東芝EMI           |
| 堀内孝雄 & 斉藤慶子        | 1995年10月25日 | 悲しい乾杯                     | 恋人たちの森     | POLYSTAR          |
| 堀内孝雄 with 五木ひろし   | 2005年4月20日  | ふたりで竜馬をやろうじゃないか | 夢のかけら       | Rice Music        |
| 友近 & 堀内孝雄            | 2010年10月27日 | 倖せの求め方                   | 都会の天使たち   | YOSHIMOTO R and C |

### コラボレーションシングル
| 名義                | 発売日         | タイトル                 | c/w              | 発売元   |
| ------------------- | -------------- | ------------------------ | ---------------- | -------- |
| 堀内孝雄 & ケインズ | 1984年4月21日  | 逆光線                   | 銀河の果てまで   | POLYSTAR |
| 堀内孝雄 & ケインズ | 1984年10月25日 | センチメンタル・ウインド | エイプリルレイン | POLYSTAR |

### 再発盤CDシングル
| #          | 発売日         | タイトル                                        | c/w                              |
| POLYSTAR   | POLYSTAR       | POLYSTAR                                        | POLYSTAR                         |
| ---------- | -------------- | ----------------------------------------------- | -------------------------------- |
| 1st        | 1988年5月25日  | 愛しき日々                                      | 故郷には帰りたくない             |
| 2nd        | 1988年5月25日  | 遥かな轍                                        | 憧れ遊び                         |
| 東芝EMI    |                |                                                 |                                  |
| 3rd        | 1988年7月6日   | カリフォルニアにあこがれて                      | 言葉にならない贈りもの           |
| 3rd        | 1988年7月6日   | カリフォルニアにあこがれて                      | 忘れかけていたラブ・ソング       |
| 3rd        | 1988年7月6日   | カリフォルニアにあこがれて                      | 心の歌を                         |
| POLYSTAR   |                |                                                 |                                  |
| 4th        | 1992年4月25日  | 愛しき日々                                      | 遥かな轍                         |
| 5th        | 1992年4月25日  | ガキの頃のように                                | 青春追えば                       |
| 6th        | 1992年4月25日  | 冗談じゃねえ                                    | 憧れ遊び                         |
| 7th        | 1992年4月25日  | 野郎たちの挽歌 （デュエット：チョー・ヨンピル） | 愛染橋                           |
| Rice Music |                |                                                 |                                  |
| 8th        | 2009年10月28日 | 愛しき日々                                      | 坂道                             |
| 9th        | 2009年10月28日 | ガキの頃のように                                | 冗談じゃねえ                     |
| 10th       | 2009年10月28日 | 恋唄綴り                                        | 河                               |
| 11th       | 2009年10月28日 | 影法師                                          | カラスの女房（ニューバージョン） |
| 12th       | 2009年10月28日 | 竹とんぼ                                        | 山河                             |

### 参加シングル
| 名義                                   | 発売日         | タイトル             | c/w        | 発売元 |
| -------------------------------------- | -------------- | -------------------- | ---------- | ------ |
| 五木・孝雄+ハロー!プロジェクト聖歌隊。 | 2002年11月27日 | 愛のメリークリスマス | 旅立つ君に | zetima |

### アルバム

#### オリジナル・アルバム
| 枚           | 発売日         | タイトル                   |
| 東芝EMI      | 東芝EMI        | 東芝EMI                    |
| ------------ | -------------- | -------------------------- |
| 1st          | 1975年10月5日  | 言葉にならない贈り物       |
| 2nd          | 1977年3月5日   | 忘れかけていたラブ・ソング |
| 3rd          | 1978年9月5日   | あいつが死んだ晩           |
| 4th          | 1979年9月5日   | Song Forever               |
| POLYSTAR     |                |                            |
| 5th          | 1980年6月25日  | Déraciné                   |
| 6th          | 1982年4月5日   | DAY BREAK                  |
| 7th          | 1983年5月25日  | I A.M. P.M.                |
| 8th          | 1986年10月25日 | Brown...                   |
| 9th          | 1987年11月25日 | Fall In Love Again         |
| 10th         | 1989年6月1日   | Hello Forty                |
| 11th         | 1990年5月25日  | FIRST                      |
| 12th         | 1991年6月1日   | GENTS                      |
| 13th         | 1992年5月25日  | Cappuccino                 |
| 14th         | 1993年5月26日  | 影法師                     |
| 15th         | 1994年4月25日  | 夢の道草                   |
| Y.J.サウンズ |                |                            |
| 16th         | 1995年5月25日  | 東京発                     |
| 17th         | 1996年4月25日  | 酔いれんぼ                 |
| 18th         | 1997年4月25日  | 愛が見えますか             |
| 19th         | 1998年3月30日  | 竹とんぼ                   |
| zetima       |                |                            |
| 20th         | 1999年4月14日  | 青春（ゆめ）のしっぽ       |
| 21st         | 2000年4月12日  | 風のレジェンド             |
| 22nd         | 2001年4月11日  | MOON                       |
| 23rd         | 2002年4月10日  | 永遠の夏                   |
| 24th         | 2003年4月23日  | 河                         |
| Rice Music   |                |                            |
| 25th         | 2004年9月29日  | 縁（えにし）               |
| 26th         | 2005年7月13日  | 男達のララバイ             |
| 27th         | 2006年5月31日  | OLD&NEW                    |
| 28th         | 2007年6月27日  | いつまでも♡ラブソング      |

#### カバー・アルバム
| 枚         | 発売日        | タイトル    |
| POLYSTAR   | POLYSTAR      | POLYSTAR    |
| ---------- | ------------- | ----------- |
| 1st        | 1991年6月25日 | TASTY       |
| Rice Music |               |             |
| 2nd        | 2008年5月21日 | Old Friends |

#### ベスト・アルバム
| 枚           | 発売日         | タイトル                                            |
| POLYSTAR     | POLYSTAR       | POLYSTAR                                            |
| ------------ | -------------- | --------------------------------------------------- |
| 1st          | 1986年3月25日  | 全曲集〜憧れ遊び                                    |
| 2nd          | 1987年3月1日   | 愛しき日々 -シングルA面コレクション-                |
| 東芝EMI      |                |                                                     |
| 3rd          | 1987年8月26日  | ニュー・ベストナウ70                                |
| 4th          | 1988年5月25日  | DEAR FRIEND -BEST SONGS-                            |
| 5th          | 1988年5月25日  | BEST OF BEST                                        |
| 東芝EMI      |                |                                                     |
| 6th          | 1989年8月2日   | ビッグ・アーティスト・ベスト・コレクション 堀内孝雄 |
| POLYSTAR     |                |                                                     |
| 7th          | 1990年10月25日 | ニュー・ベスト〜恋唄綴り                            |
| 東芝EMI      |                |                                                     |
| 8th          | 1990年1月30日  | Best Hit Collection                                 |
| POLYSTAR     |                |                                                     |
| 9th          | 1991年12月1日  | Best Selection                                      |
| 東芝EMI      |                |                                                     |
| 10th         | 1992年11月11日 | best collection                                     |
| POLYSTAR     |                |                                                     |
| 11th         | 1993年4月1日   | ベスト・ソング集                                    |
| 12th         | 1994年11月26日 | スーパーベスト〜夢の道草                            |
| Y.J.サウンズ |                |                                                     |
| 13th         | 1995年11月25日 | 堀内孝雄ベスト 東京発                               |
| 14th         | 1996年6月26日  | シングルA面コレクション                             |
| 15th         | 1996年10月25日 | ニュー・ベスト                                      |
| 東芝EMI      |                |                                                     |
| 16th         | 1996年11月27日 | TWIN BEST                                           |
| Y.J.サウンズ |                |                                                     |
| 17th         | 1997年8月25日  | はぐれ刑事純情派 主題歌ベスト                       |
| 18th         | 1997年11月24日 | ベストソングス16                                    |
| zetima       |                |                                                     |
| 19th         | 1998年11月21日 | ザ ベスト 竹とんぼ                                  |
| 20th         | 1999年10月27日 | ONE MORE TIME -プレミアム・ベスト-                  |
| 21st         | 2000年11月1日  | スーパーベスト                                      |
| 22nd         | 2001年6月20日  | 30th ANNIVERSARY BEST                               |
| 23rd         | 2002年12月4日  | THE BEST かくれんぼ                                 |
| 24th         | 2003年11月27日 | ザ・ベスト 河                                       |
| 25th         | 2004年4月28日  | ベスト・オブ・ベスト                                |
| 26th         | 2004年4月28日  | ベストセレクション［山河］堀内孝雄/小椋佳 作品集    |
| 東芝EMI      |                |                                                     |
| 27th         | 2005年8月24日  | NEW BEST 1500                                       |
| Rice Music   |                |                                                     |
| 28th         | 2005年11月23日 | ザ・ベスト 〜ふたりで竜馬をやろうじゃないか〜       |
| Rice Music   |                |                                                     |
| 28th         | 2007年12月2日  | ザ・ベスト 〜男が抱えた寂しさ〜                     |
| 29th         | 2009年11月26日 | はぐれ刑事純情派 -主題歌全曲集-                     |
| 30th         | 2010年8月4日   | Thank you! 〜愛すべき男たち〜                       |
| 31st         | 2011年10月26日 | 40周年記念ベストセレクション 〜時の流れに〜         |
| 32nd         | 2016年10月26日 | 45周年記念オールシングルコレクション                |
| 33rd         | 2022年6月1日   | 50周年ベストアルバム 〜愛しき日々〜                 |

### コラボレーションアルバム
| 名義                | 発売日       | タイトル                 | 発売元   |
| ------------------- | ------------ | ------------------------ | -------- |
| 堀内孝雄 & ケインズ | 1984年5月1日 | CANES -On The Same Road- | POLYSTAR |

#### CD BOX
| 枚       | 発売日       | タイトル       |
| POLYSTAR | POLYSTAR     | POLYSTAR       |
| -------- | ------------ | -------------- |
| 1st      | 1994年3月1日 | 堀内孝雄大全集 |

#### 参加アルバム
| 名義                     | 発売日        | タイトル                   | 発売元         |
| ------------------------ | ------------- | -------------------------- | -------------- |
| 滝ともはる feat.堀内孝雄 | 2003年2月25日 | パラダイスカフェ・ヨコハマ | Paradise Cafe' |

### タイアップ曲
| 楽曲                                   | タイアップ                                                                               | 時期   |
| -------------------------------------- | ---------------------------------------------------------------------------------------- | ------ |
| 海の向こうに                           | 住友グループ企業CMイメージソング                                                         | 1979年 |
| 南回帰線                               | サントリービールCMソング                                                                 | 1980年 |
| 裸樹                                   | フジテレビ系土曜劇場『本郷菊坂赤門通り』主題歌                                           | 1980年 |
| 青春まよい人                           | 仁丹『スペッキー』CMソング                                                               | 1981年 |
| Don't Stop My Love                     | 東芝カラーTV『コア』イメージソング                                                       | 1982年 |
| 少年達よ                               | 東宝映画『小説吉田学校』主題歌                                                           | 1983年 |
| I LOVE OSAKA                           | 大阪21世紀計画テーマソング                                                               | 1983年 |
| 逆光線                                 | コーセー化粧品 夏のキャンペーンソング                                                    | 1984年 |
| 憧れ遊び                               | 日本テレビ系全国ネット『忠臣蔵』主題歌                                                   | 1985年 |
| ハンリーラ                             | テレビ朝日系『欽ちゃんのどこまでやるの!?』テーマソング                                   | 1986年 |
| 愛しき日々                             | 日本テレビ系全国ネット『白虎隊』主題歌                                                   | 1986年 |
| 青春追えば                             | ホクレンハムギフトCFソング                                                               | 1986年 |
| 遥かな轍                               | 日本テレビ系年末時代劇『田原坂』主題歌                                                   | 1987年 |
| 時よ君は美しい                         | ぎふ中部未来博サブテーマソング                                                           | 1988年 |
| ガキの頃のように                       | テレビ朝日系ドラマ『はぐれ刑事純情派』主題歌                                             | 1988年 |
| 野郎たちの挽歌                         | テレビ朝日系『さすらい刑事旅情編』主題歌                                                 | 1988年 |
| 旅人のように                           | NHK『みんなのうた』4月 - 5月期                                                           | 1989年 |
| 冗談じゃねえ                           | テレビ朝日系ドラマ『はぐれ刑事純情派』主題歌                                             | 1989年 |
| 北斗を仰ぎみれば                       | キザクラマイルドパック CMソング                                                          | 1989年 |
| 夢つれづれ                             | 読売テレビ・日本テレビ系 朝の連続ドラマ『京一輪』主題歌                                  | 1989年 |
| 時去り人                               | 日本テレビ系『ぶらり日本名作の旅』主題歌                                                 | 1989年 |
| 愛さずにいられない                     | テレビ朝日系ドラマ『さすらい刑事旅情編II』主題歌                                         | 1990年 |
| 愛さずにいられない                     | ホクレン'89お歳暮ギフトキャンペーンイメージソング                                        | 1990年 |
| 川は泣いている                         | テレビ朝日系シリーズ・街『川は泣いている』主題歌                                         | 1990年 |
| 愛しき人よ                             | テレビ朝日系シリーズ・街『川は泣いている』挿入歌                                         | 1990年 |
| 今日も最高やねェ! -浪花に夢の風が吹く- | 朝日放送創立40周年記念イメージソング                                                     | 1990年 |
| 恋唄綴り                               | テレビ朝日系『はぐれ刑事純情派』主題歌                                                   | 1990年 |
| 青春でそうろう                         | 日本テレビ系年末ドラマ『勝海舟』テーマ曲                                                 | 1990年 |
| プラトニック                           | 日本テレビ系年末ドラマ『勝海舟』タイトル曲                                               | 1990年 |
| さよならだけの人生に                   | テレビ朝日系ドラマ『はぐれ刑事純情派』主題歌                                             | 1991年 |
| 恋文                                   | 日本テレビ系年末ドラマ『源義経』テーマ曲                                                 | 1991年 |
| 遠き日の少年                           | テレビ東京系12時間ドラマ『天下の副将軍水戸光圀 徳川御三家の激闘』主題歌                  | 1992年 |
| 都会の天使たち                         | テレビ朝日系ドラマ『はぐれ刑事純情派』主題歌                                             | 1992年 |
| 君がまぶしい時                         | 目黒雅叙園ブライダルソング                                                               | 1992年 |
| 君がまぶしい時                         | テレビ東京系『吉川なよ子の爽やかゴルフ』エンディングテーマ                               | 1992年 |
| 影法師                                 | テレビ朝日系ドラマ『はぐれ刑事純情派』主題歌                                             | 1993年 |
| ほほえみを花束（ブーケ）にして         | 愛知県大口町イメージソング                                                               | 1993年 |
| 波の調べに                             | 日本テレビ系年末ドラマ『鶴姫伝奇 -興亡瀬戸内水軍-』主題歌                                | 1993年 |
| 夢の道草                               | テレビ朝日系ドラマ『はぐれ刑事純情派』主題歌                                             | 1994年 |
| 永遠に -翼をあげよう-                  | 関西新空港イメージソング                                                                 | 1994年 |
| 夢酔枕                                 | テレビ朝日系「はぐれ医者お命預かります!」主題歌                                          | 1995年 |
| 東京発                                 | テレビ朝日系ドラマ『はぐれ刑事純情派』主題歌                                             | 1995年 |
| 酔いれんぼ                             | テレビ朝日系ドラマ『はぐれ刑事純情派』主題歌                                             | 1996年 |
| 心の思うまま・美しく                   | 第9回全国健康福祉祭 みやざき大会 ねんりんピック'96宮崎 テーマソング                      | 1996年 |
| 愛が見えますか                         | テレビ朝日系ドラマ『はぐれ刑事純情派』主題歌                                             | 1997年 |
| 老友（とも）                           | テレビ東京系『徳光和夫の情報スピリッツ』エンディングテーマ                               | 1997年 |
| 坂道                                   | テレビ朝日系時代劇スペシャル『赤ひげ』主題歌                                             | 1997年 |
| 心の翼                                 | テレビ東京系『いい旅・夢気分』エンディングテーマ                                         | 1997年 |
| 竹とんぼ                               | テレビ朝日系ドラマ『はぐれ刑事純情派』主題歌                                             | 1998年 |
| あいつの背中                           | テレビ東京系『塩谷育代のゴルフ魅せます』エンディングテーマ                               | 1998年 |
| 俺の中の人生（たび）びとよ             | テレビ東京系『塩谷育代のゴルフ魅せます』エンディングテーマ                               | 1998年 |
| 春に追われて                           | テレビ東京系『いい旅・夢気分』エンディングテーマ                                         | 1998年 |
| 続・竹とんぼ -青春のしっぽ-            | テレビ朝日系ドラマ『はぐれ刑事純情派』主題歌                                             | 1999年 |
| いいじゃない                           | テレビ朝日系ドラマ『はぐれ刑事純情派』主題歌                                             | 2000年 |
| 時代屋の恋                             | テレビ朝日系ドラマ『はぐれ刑事純情派』主題歌                                             | 2001年 |
| かくれんぼ                             | テレビ朝日系ドラマ『はぐれ刑事純情派』主題歌                                             | 2002年 |
| 河                                     | テレビ朝日系ドラマ『はぐれ刑事純情派』主題歌                                             | 2003年 |
| カラスの女房（ニューバージョン）       | テレビ朝日系ドラマ『はぐれ刑事純情派』主題歌                                             | 2004年 |
| ふたりで竜馬をやろうじゃないか         | テレビ朝日系ドラマ『はぐれ刑事純情派』主題歌                                             | 2005年 |
| 不忍の恋                               | テレビ朝日系ドラマ『はぐれ刑事純情派』主題歌                                             | 2006年 |
| 紅の翼                                 | 2009楽天イーグルス公式応援歌                                                             | 2009年 |
| 青二才〜わが友よ                       | TBS系（関東ローカル・TVer・TBS FREE限定）『ふるさとの未来』2024年5月度エンディングテーマ | 2024年 |

### 主な楽曲提供
いずれも作曲。
- 愛染橋（山口百恵）
- 黄昏のダイアリー（柏原芳恵）
- 夜明けまで（松平健）：東映・勝プロダクション製作、テレビ朝日系『走れ!熱血刑事』主題歌
- 化粧（青木美保）
- ぬくもり（杉良太郎）：TBS系愛の劇場『氷紋』主題歌
- 夢待人（島倉千代子）
- 山河（五木ひろし）
- カラスの女房（中澤ゆうこ）：1998年8月5日発売、同年11月21日にセルフカバー
- 純情行進曲（中澤ゆうこ）：1999年6月9日発売、同年7月1日に柳澤順子がカバー
- 恋は火の舞 剣の舞（坂本冬美）
- 花になれ‐うめ さくら あやめ あじさい ひがんばな‐（田川寿美）
- 月が笑ってらぁ（藤田まこと）：ABC・テレビ朝日系『必殺仕事人・激突!』主題歌
- やさしくしないで（麻丘めぐみ）：上述『必殺仕事人・激突!』挿入歌
- 愛は炎のように（高山厳）
- つづれ織り（日高晤郎）
- ときめきはバラード（松原健之）
- ナイアガラ・フォールズ（山川豊）
- 母を慕いて（里見浩太朗）
- 天までとどけ（武田鉄矢）：映画「ドラえもん のび太とアニマル惑星」主題歌

## 出演

### NHK紅白歌合戦出場歴
2000年の第51回、2005年の第56回、2009年の第60回は、アリスとして出場。
| 年度/放送回               | 回 | 曲目                               | 出演順 | 対戦相手    | 備考                         |
| ------------------------- | -- | ---------------------------------- | ------ | ----------- | ---------------------------- |
| 1988年（昭和63年）/第39回 | 初 | ガキの頃のように                   | 07/21  | 桂銀淑      | 紅白初出場                   |
| 1989年（平成元年）/第40回 | 2  | 冗談じゃねえ                       | 16/27  | 坂本冬美    |                              |
| 1990年（平成2年）/第41回  | 3  | 恋唄綴り                           | 16/29  | 大津美子    |                              |
| 1991年（平成3年）/第42回  | 4  | 愛しき日々                         | 20/28  | 八代亜紀    |                              |
| 1992年（平成4年）/第43回  | 5  | 都会の天使たち                     | 19/28  | 桂銀淑(2)   |                              |
| 1993年（平成5年）/第44回  | 6  | 影法師                             | 18/26  | 桂銀淑(3)   |                              |
| 1994年（平成6年）/第45回  | 7  | 夢の道草                           | 05/25  | 伍代夏子    |                              |
| 1995年（平成7年）/第46回  | 8  | 東京発                             | 03/25  | 長山洋子    |                              |
| 1996年（平成8年）/第47回  | 9  | 遠くで汽笛を聞きながら             | 21/25  | 島倉千代子  |                              |
| 1997年（平成9年）/第48回  | 10 | 愛しき日々（2回目）                | 06/25  | 香西かおり  |                              |
| 1998年（平成10年）/第49回 | 11 | 竹とんぼ                           | 15/25  | 川中美幸    |                              |
| 1999年（平成11年）/第50回 | 12 | 続・竹とんぼ―青春（ゆめ）のしっぽ― | 09/27  | Kiroro      |                              |
| 2001年（平成13年）/第52回 | 13 | 酒と泪と男と女                     | 24/27  | 石川さゆり  | 永友の河島英五の代表曲を歌唱 |
| 2002年（平成14年）/第53回 | 14 | かくれんぼ                         | 05/27  | 藤あや子    |                              |
| 2003年（平成15年）/第54回 | 15 | 河                                 | 10/30  | 石原詢子    |                              |
| 2004年（平成16年）/第55回 | 16 | カラスの女房                       | 06/28  | 川中美幸(2) |                              |
| 2006年（平成18年）/第57回 | 17 | 愛しき日々（3回目）                | 08/27  | 平原綾香    | 現時点で最後の出場           |

### ラジオ番組
- ニューミュージックワールド（TBSラジオ）
- our music '80（TBSラジオ）
- 堀内孝雄のMyハッピーレディー（1980年 - 1982年、文化放送）
- 独占!サウンドヒーロー 堀内孝雄のゼロックス・ミュージック・イン・キャンパス（1979年 - 1980年、ニッポン放送）
- アシックス・ミュージック・プラネット（エフエム東京）

### テレビ番組
- ヒットスタジオ演歌（フジテレビ） - 司会
- 徳光のTVコロンブス（テレビ東京）
- はぐれ刑事純情派（テレビ朝日 / 東映）
  - （1989年）第2シリーズ 第23話「白球の悲劇・殺意を呼ぶ美少女」 - 高校の野球部監督 役
  - （1993年）第6シリーズ 第22話「信州松本・故郷に帰れなかった女」 - 長野中央署刑事・八木沢 役（特別出演）
  - （1994年）第7シリーズ 第25話「狙われた美人OL・靴底のスパイス」 - 警視庁城北署刑事・堀田 役（特別出演）
  - （1996年）第9シリーズ 第12話「セクハラで左遷!? 笑った死体」
  - （1997年）第10シリーズ 第22話「拒食の女!? 美人ヘルパー謎の通報」
  - （1999年）新春スペシャル「安浦刑事、九州天草へ飛ぶ！6000万円横領事件に引き裂かれた夫婦愛!?美しい島の花嫁…」 - 柴田高志 役
  - （2002年）第15シリーズ 第5話「息子が痴漢!?親バカ殺人事件」 - 片島直輝 役
  - （2003年）第16シリーズ 第13話「秘密の指輪を持つ女」 - 森田将一 役
  - （2005年）ファイナル 第8話「オムライス殺人事件!? 不運に泣く安浦刑事！」 - 佐久間正幸 役
- 探偵!ナイトスクープ（朝日放送） - 顧問
- ウチくる!?（フジテレビ） - 矢沢透と共にゲスト出演
- ザ・コンサート（TBS） -  三雲孝江と共に司会
- 熱唱!昭和フォーク（BS朝日）
- 女子刑務所東三号棟（1995年、TBS）
- クロスカヴァー・ソングショー #1 堀内孝雄×柏原芳恵〈前編〉・#2 堀内孝雄×柏原芳恵〈後編〉（2015年5月6日、13日〈初回放送〉、歌謡ポップスチャンネル）※リピート放送あり[4]
- 義母と娘のブルース（2018年9月10日、TBS） - 取引先の社長 役

### 映画
- はぐれ刑事純情派・劇場版（1989年11月18日公開、東映 / テレビ朝日 提携作品） - 制服巡査 役
- 青春ばかちん料理塾（2003年9月13日公開、東映） - 長さん 役

### CM
- モーリス楽器製造
- 東芝テレビ「CORE」
- 黄桜「マイルド」(CMソングも担当)
- ハウス食品「ハンバーグヘルパー」（1994年 - 1995年、酒井美紀との共演）